# Love Bites (Grace Jones)
 Love Bites  è un singolo della cantante giamaicana Grace Jones pubblicato nel 1996.

## Descrizione
Il brano, un uptempo house, fu realizzato inspirandosi al personaggio che la Jones interpretò per il film Vamp, e fu prodotto per il canale televisivo via cavo Syfy, originariamente denominato Sci-Fi Channel, in concomitanza della Vampire Week, in cui vennero trasmessi film TV incentrati sulla figura dei vampiri.
La canzone non fu commercializzata ufficialmente, nonostante la pubblicazione di un CD singolo e un 12" e non ebbe quindi alcun ingresso nelle classifiche .

## Video musicale
Fu realizzato anche un videoclip in cui la cantante indossava alcune parrucche bionde, probabilmente in riferimento all'album Black Marilyn a cui stava lavorando in quel periodo e che non vide mai la luce.

## Tracce
- CD promotional single

1. "Love Bites" (7" Fright Night Mix) – 3:40
2. "Love Bites" (12" Dark Night Mix) – 7:35
3. "Love Bites" (12" Fright Night Mix) – 8:21
4. "Love Bites" (12" Deep Into the Night Mix) – 6:40
5. "Love Bites" (7" Fright Night Instrumental) – 3:52
6. "Love Bites" (7" Deep Into the Night Mix) – 3:45

- 12" promotional single

A1. "Love Bites" (12" Fright Night Mix) – 8:21
A2. "Love Bites" (7" Fright Night Mix) – 3:40
B1. "Love Bites" (12" Dark Night Mix) – 7:35
B2. "Love Bites" (12" Deep Into the Night Mix) – 6:40